# Sports Authority Field at Mile High
Sports Authority Field at Mile High – stadion futbolowy w Denver, na którym swoje mecze rozgrywa futbolowy zespół ligi NFL Denver Broncos.
Do 2000 roku Broncos w roli gospodarza występowali na obiekcie Mile High Stadium. W listopadzie 1998 zarząd klubu podjął decyzję o budowie nowego stadionu, którego budowę rozpoczęto w 1999. Pierwszy mecz odbył się 10 września 2001, gdy Denver Broncos podejmowali New York Giants. Stadion, który do 2011 nosił nazwę Invesco Field, ma pojemność 76 125 miejsc. 
Na Sports Authority Field odbywają się również mecze lacrosse’a. Od 2006 korzysta z niego zespół Major League Lacrosse Denver Outlaws. W latach 2001–2006 swoje mecze w roli gospodarza rozgrywała na nim drużyna Major League Soccer Colorado Rapids. W 2013 stadion był areną spotkań grupowych Złotego Pucharu CONCACAF, a w grudniu 2016 sekretarz generalny CONCACAF Philippe Moggio poinformował, iż na Sports Authority Field ponownie odbędą się mecze grupowe tego turnieju, zaplanowanego na lipiec 2017.
Na stadionie miały miejsce również koncerty, między innymi Metalliki, Bruce’a Sprinsteena, The Offspring, U2, Lenny’ego Kravitza i The Cure.